# BMW 1 Серії
BMW 1-Серії — це автомобілі C-класу із заднім приводом і поздовжнім розташуванням двигуна.

## Перше покоління (E81, E82, E87, E88; 2004–2011)
Автомобіль випускається з 2004 року. Останнім автомобілем такого класу цього німецького виробника був BMW 3-Серії Compact (E36/5, E46/5). Машина має багато спільних рішень з іншими моделями. Так, передня підвіска стійки Макферсон від «п'ятірки» E60, а задня багатоважільна від «трійки» E90/1. 
У перший же рік виробництва було продано 149 493 машини. За цим показником модель займає 3-є місце серед всього модельного ряду BMW. Найкраще розходяться тільки «п'ятірка» і «трійка». 
Модель позиціонується в залежності від комплектації як п'яти або чотиримісний автомобіль. Центральна частина приладової панелі злегка повернена у бік водія, а замість ключа запалювання - брелок і кнопка «Start» над ним.
Машина випускається в чотирьох кузовах: з 3-х і 5-дверні хетчбеки (E81, E87), купе (E82) і кабріолет (E88).
Спочатку пропонувалося три бензинові двигуни: 1.6 л (115 к.с.), 2 л (130 к.с.) і 2 л (150 к.с.), а також два дизельних силових агрегати об'ємом 2 літри 122 к.с. і 163 к.с. У 2005 році лінійка бензинових моторів була доповнена 3-літровим двигуном потужністю 265 к.с. У 2007 році модель була модернізована, в тому числі і двигуни. У 2008 році з'явився двигун з двома турбокомпресорами, об'ємом 3 літри і потужністю 306 к.с.
У квітні 2010 року загальний обсяг виробництва склав 1 042 875 автомобілів всіх варіантів.

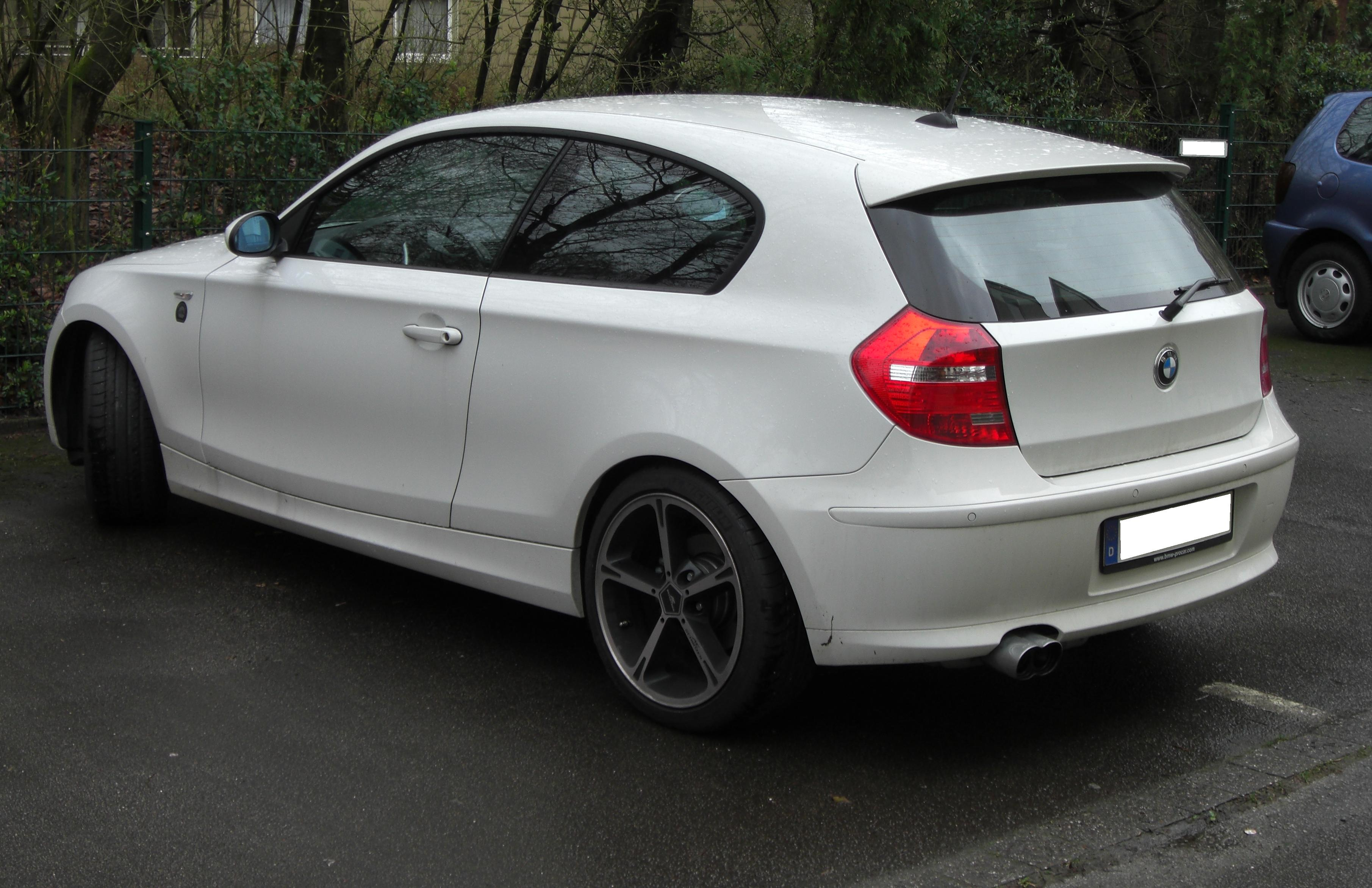
BMW E81
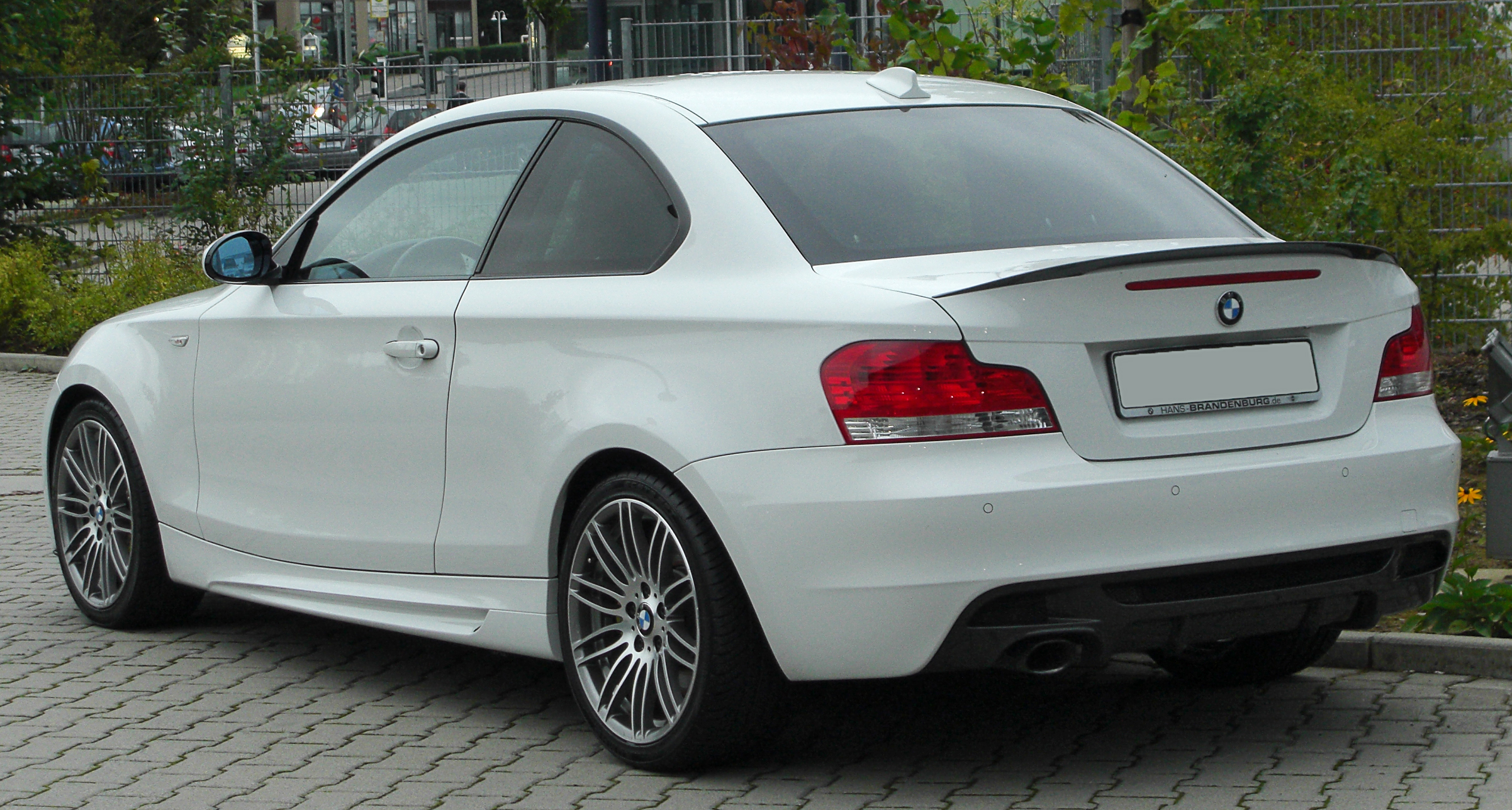
BMW E82
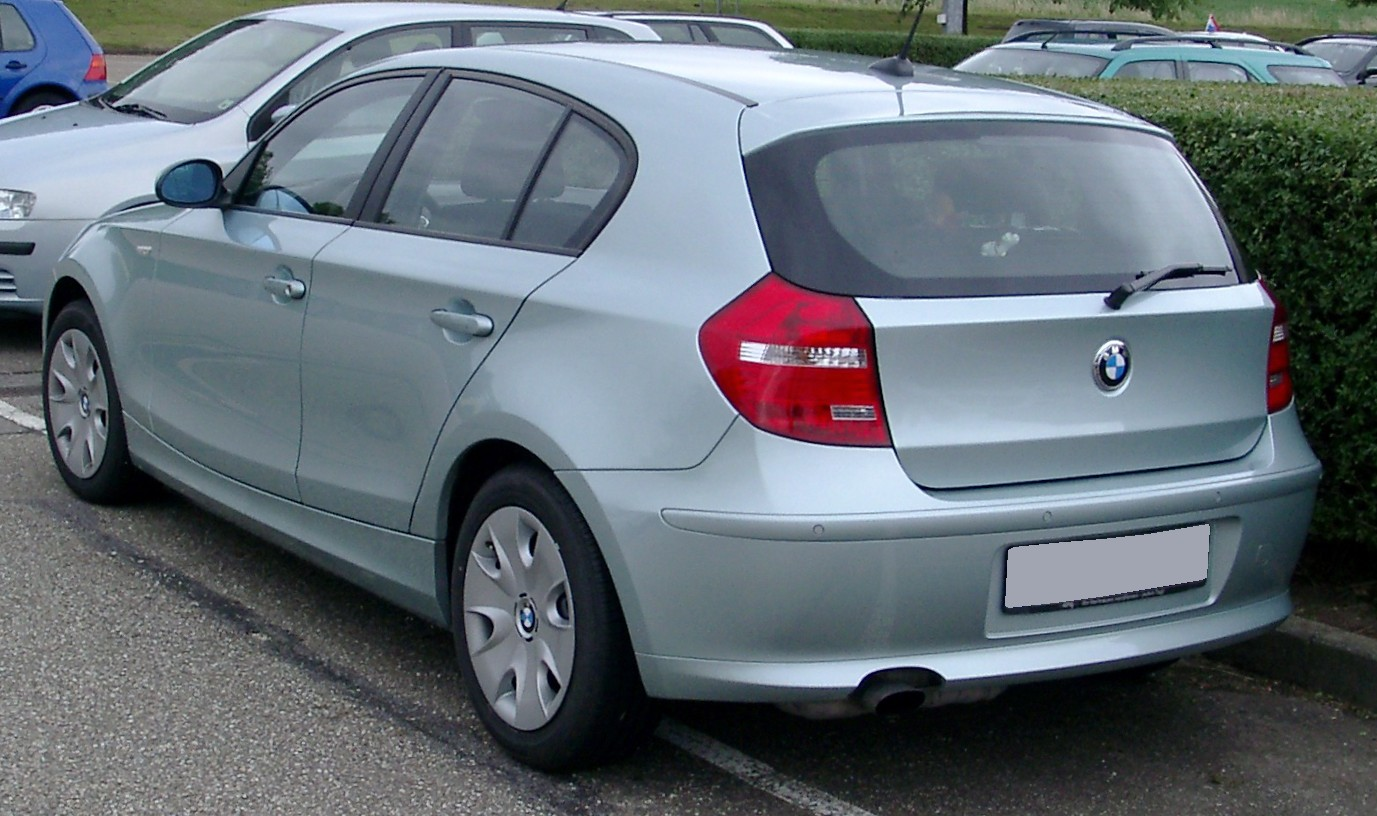
BMW E87
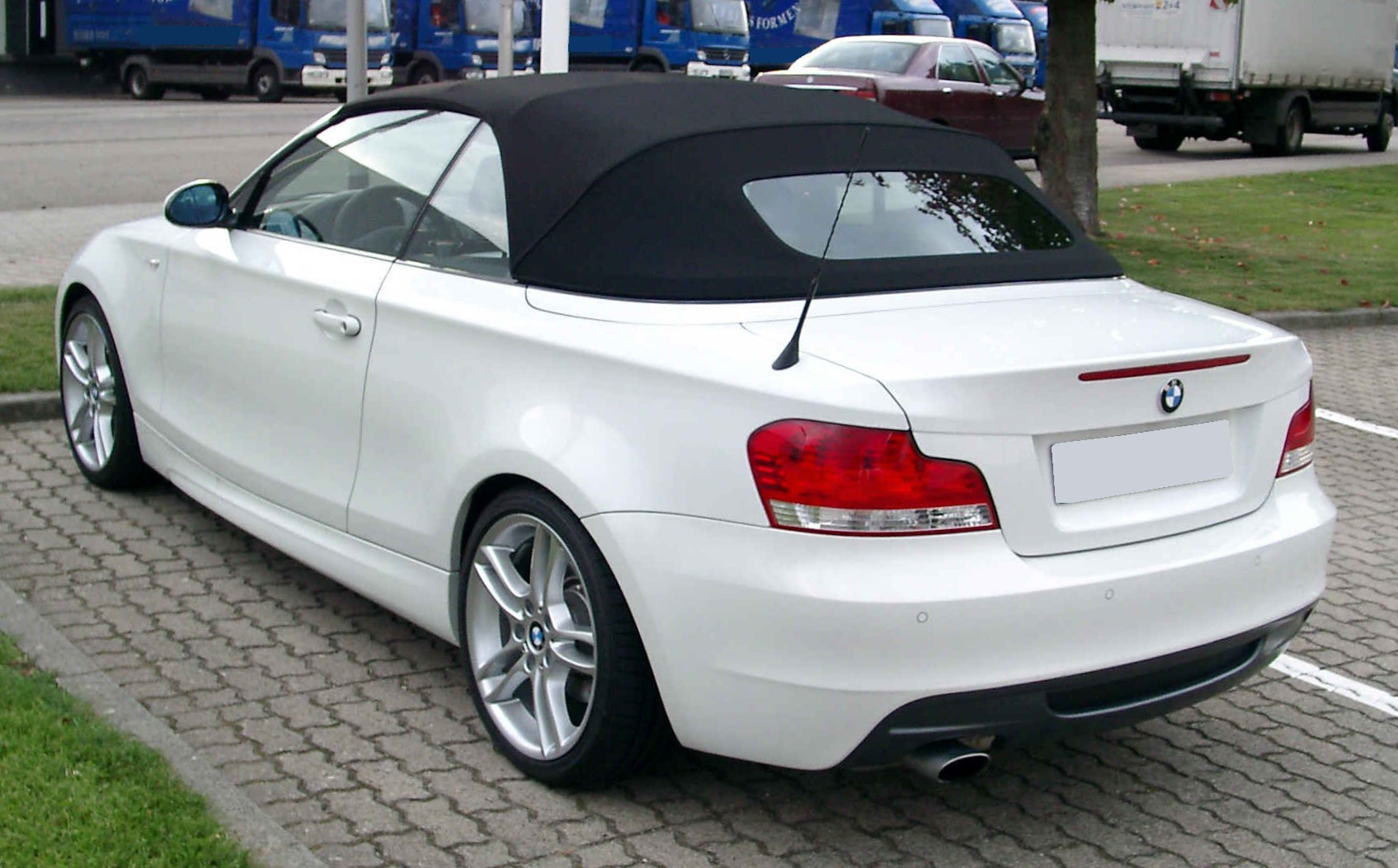
BMW E88
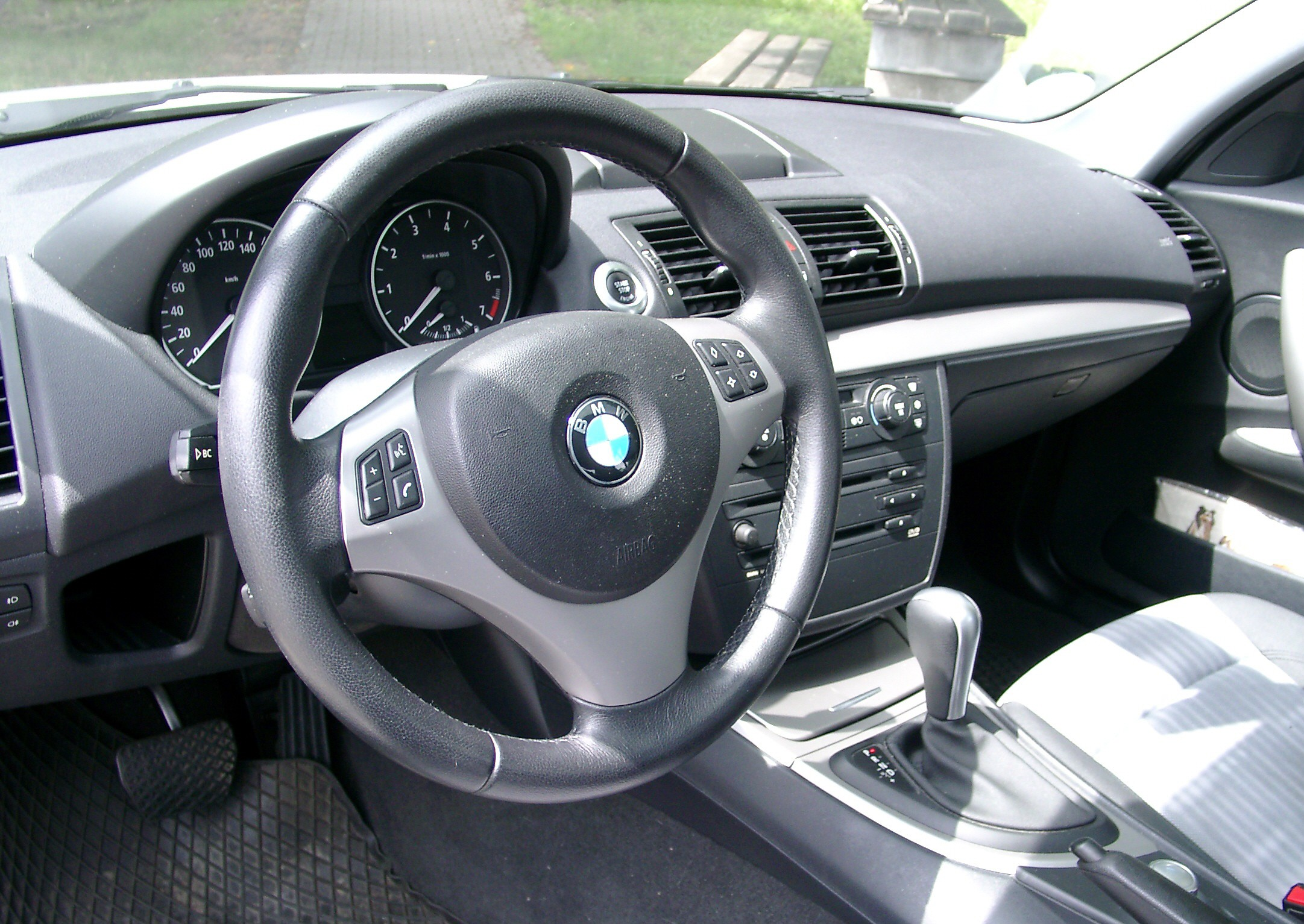

### Двигуни
Бензинові:
- 1.6 л N43 I4
- 1.6 л N45 I4
- 2.0 л N46 I4
- 3.0 л N52 I6
- 3.0 л N54 turbo I6
- 3.0 л N55 turbo I6

Дизельні:
- 2.0 л M47 turbo I4
- 2.0 л N47 turbo I4

### Результати з Краш-Тесту
| Зірки в Euro NCAP з Краш-тесту |

### Розміри
| Розміри         | Розміри            | Розміри            | Розміри     | Розміри      | Розміри       |
|                 | П'ятидверний (E87) | Трьохдверний (E81) | Coupé (E82) | Cabrio (E88) | M Coupé (E82) |
| --------------- | ------------------ | ------------------ | ----------- | ------------ | ------------- |
| Колісна база    | 2660 мм            | 2660 мм            | 2660 мм     | 2660 мм      | 2660 мм       |
| Довжина         | 4227 мм (4239 мм)  | 4239 мм            | 4360 мм     | 4360 мм      | 4380 мм       |
| Ширина          | 1751 мм (1748 мм)  | 1748 мм            | 1748 мм     | 1748 мм      | 1803 мм       |
| Висота          | 1430 мм (1421 мм)  | 1421 мм            | 1423 мм     | 1411 мм      | 1420 мм       |
| Об'єм багажника | 330–1150 л         | 330–1150 л         | 325–650 л   | 265 л        | 325–650 л     |

### BMW 1M

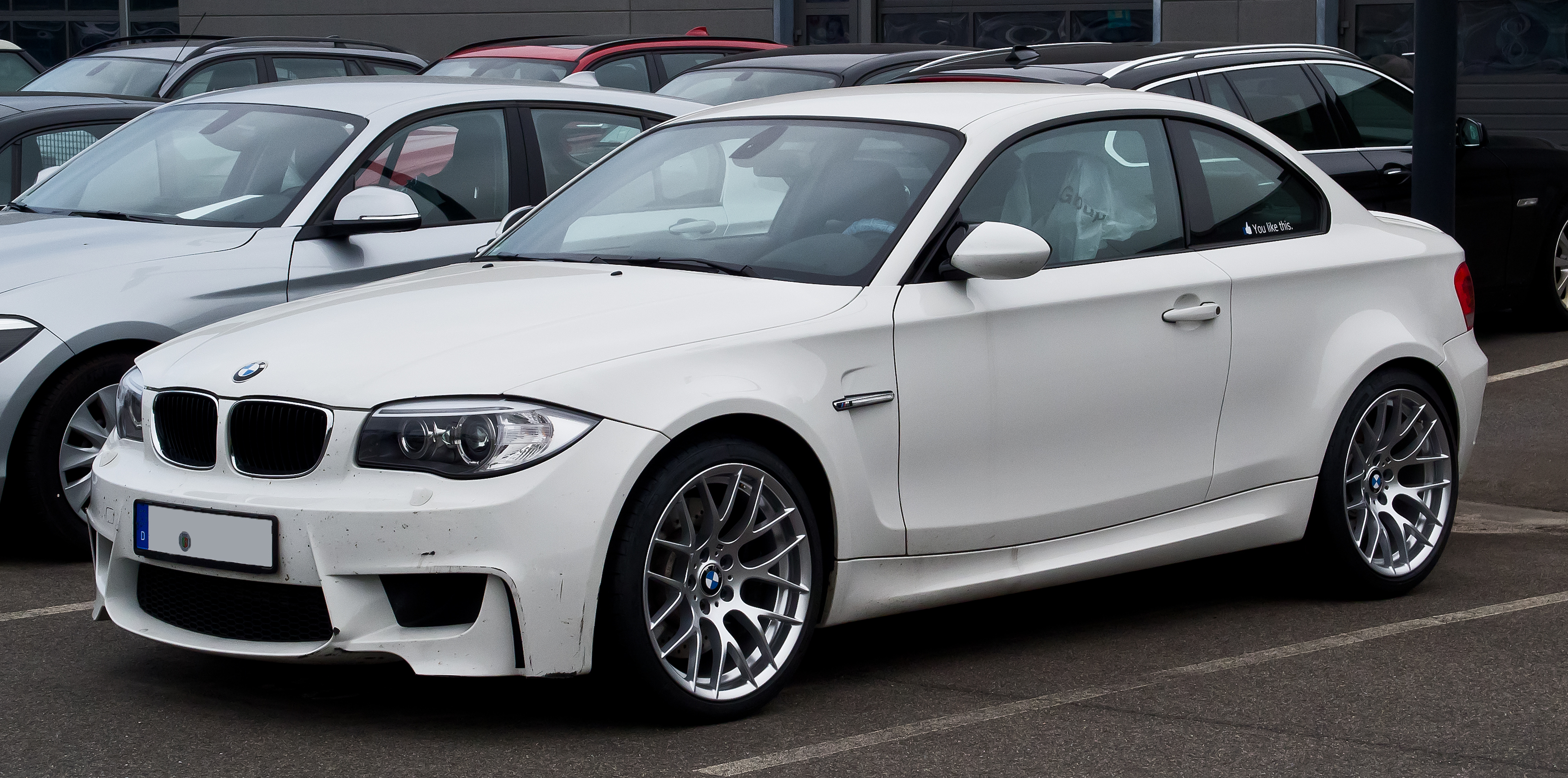
BMW 1 серії M Coupe

В грудні 2010 року BMW представила нову модель - BMW 1M (версія підготовлена спортивним підрозділом BMW Motorsport). Базуючись на кузові E82 (купе 1-ї серії першого покоління) дана версія має мало спільного зі своїм прабатьком, BMW 135. Перероблено все - Гальма (від М3 E92), диференціал від M3 E46, розширена колія під підвіску від M3 E92, 19`колеса від M3 Competition Package, 3,0 літровий 6-ти циліндровий рядний двигун N54 з подвійним турбонаддувом від BMW Z4 35IS потужністю 340 к.с. при 5900 об/хв і 450 Нм крутного моменту в діапазоні від 1500 до 4500 об/хв, який може бути збільшено за рахунок функції Overboost (повний газ) до 500 Нм. 1570 кг транспортний засіб досягає прискорення 4,9 секунди від 0 до 100 км/год. Максимальна швидкість обмежена електронікою на позначці 250 км/год. 
На трасі Нюрбургрінг даний автомобіль показав час 8,15 (неофіційна 8,12), що на 7 секунд швидше BMW M3 E46 і майже на 24 секунди швидше BMW 135.

## Друге покоління (F20/F21; 2011–2019)

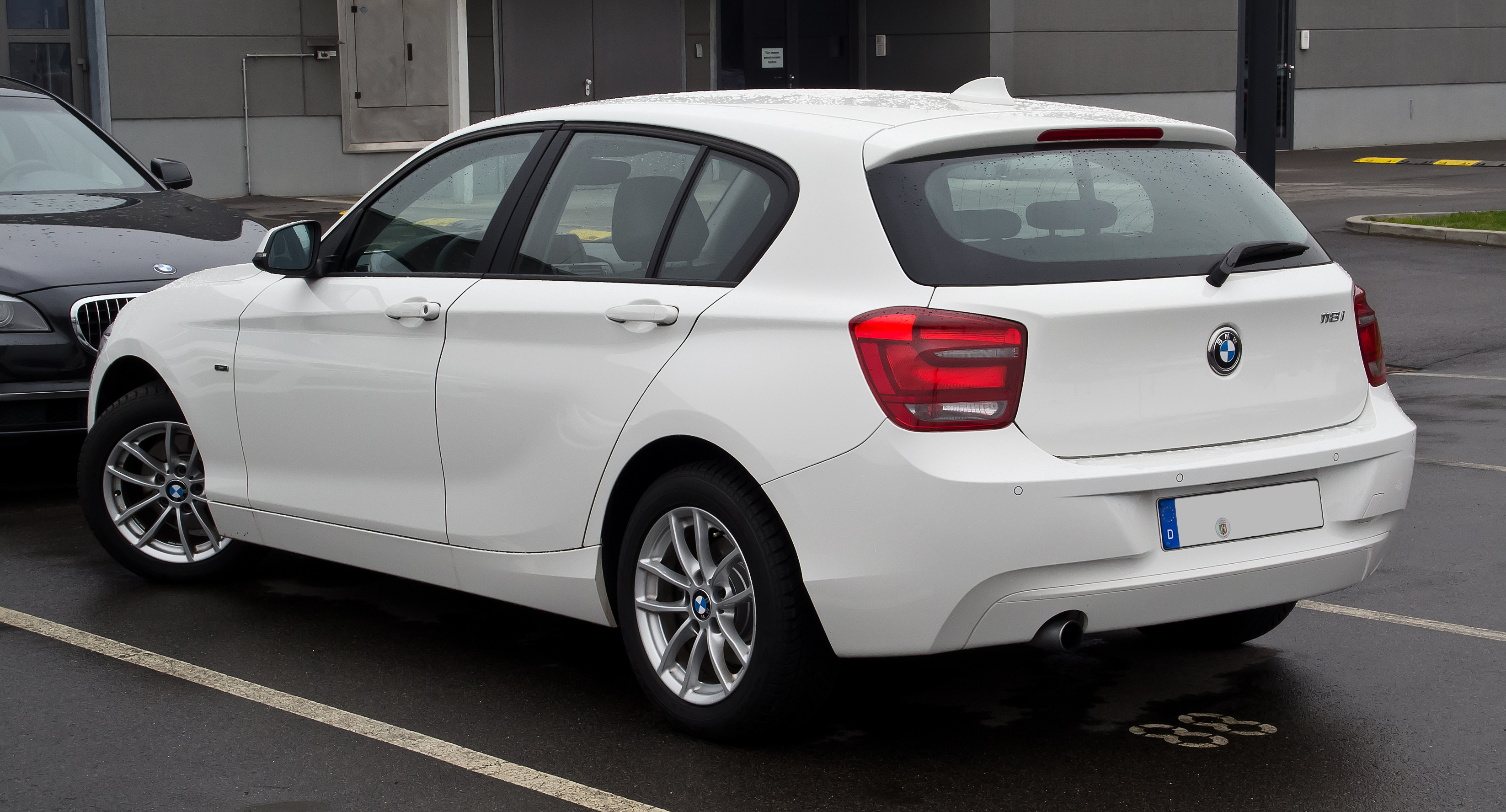
BMW 118i Urban Line

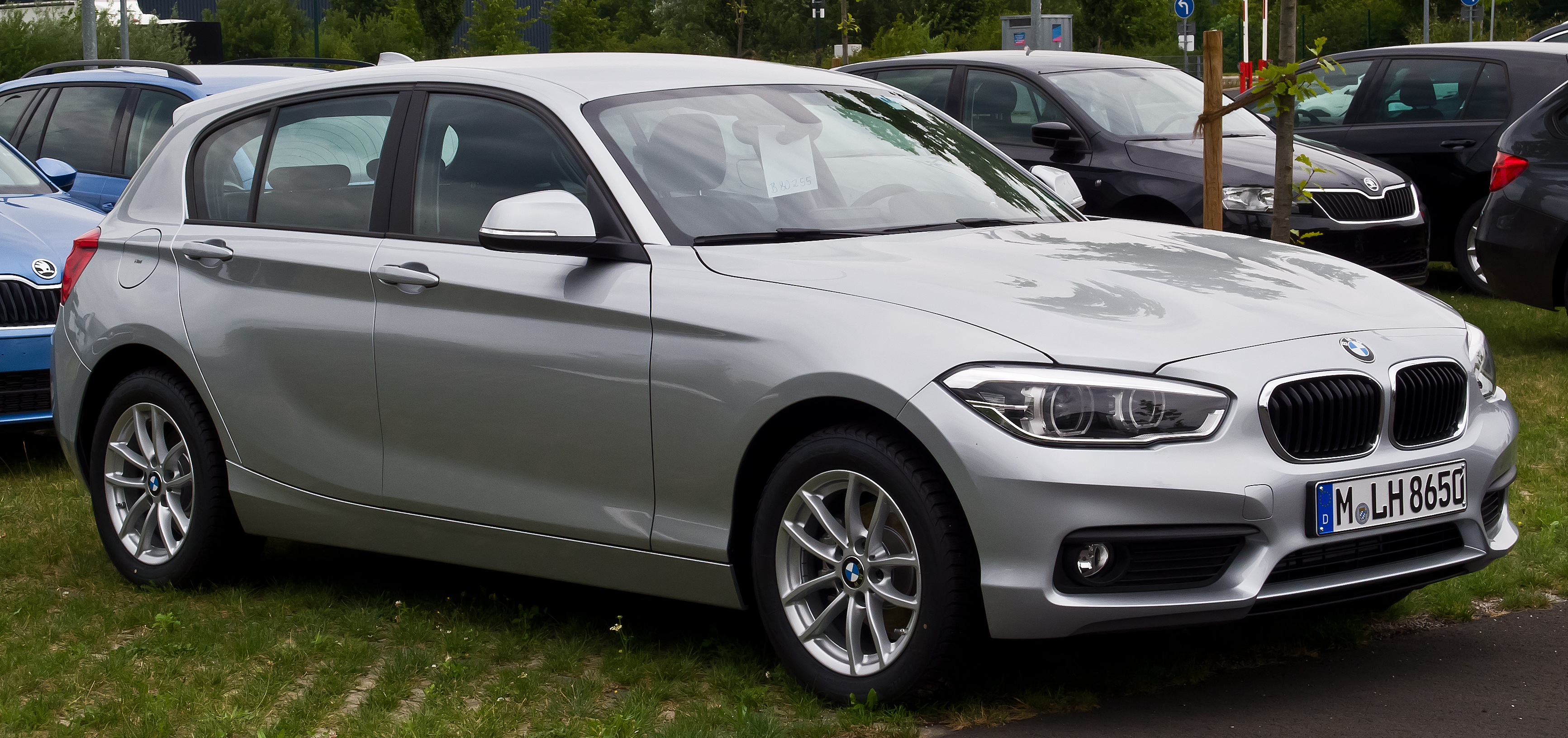
BMW 116i (з 2015)

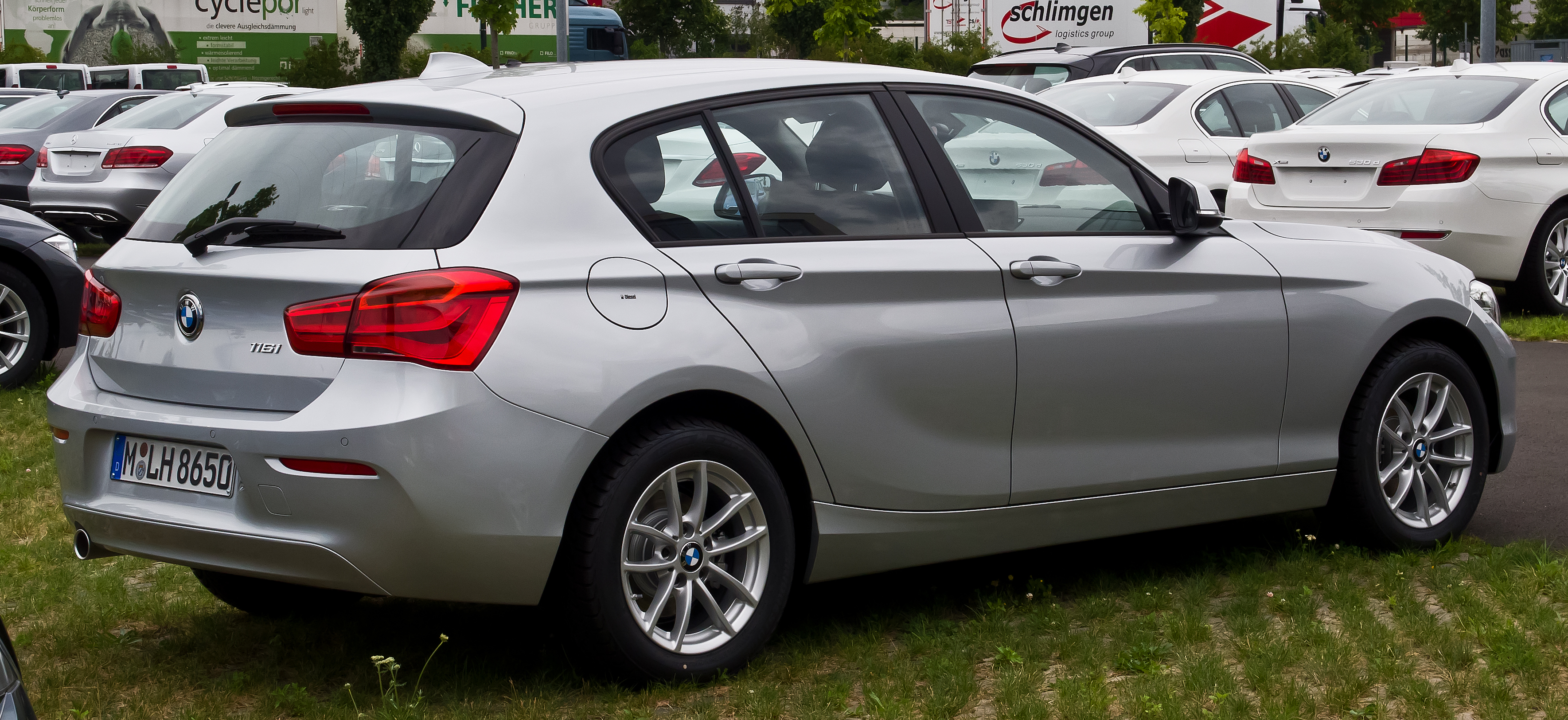
BMW 116i (з 2015)

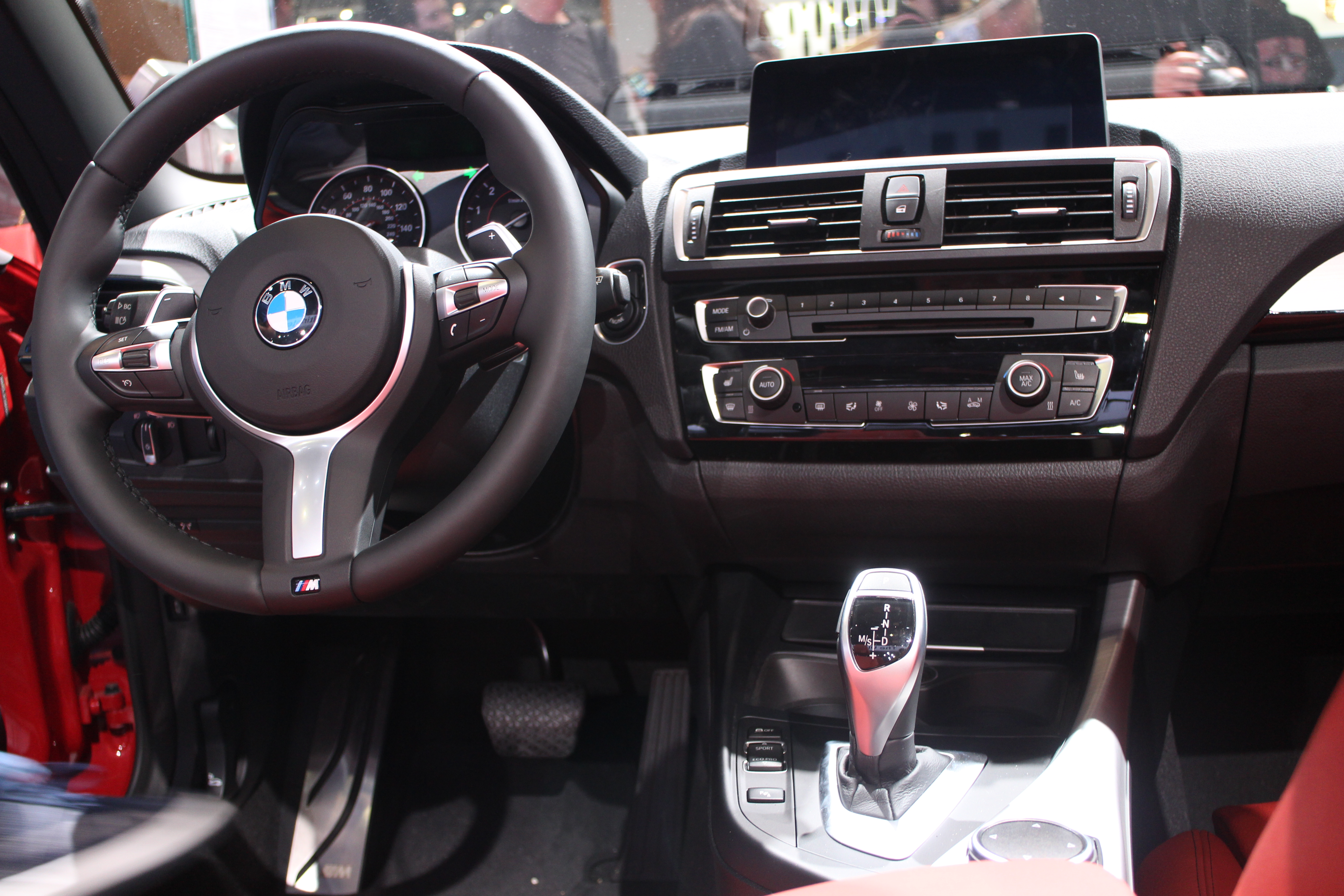
Салон BMW 118i

Світовий дебют BMW 1 серії в п'ятидверному кузові (F20) відбувся 5 червня 2011 року. 17 вересня 2011 року почалися продажі.
В вересні 2012 року представлено трьохдверну версію (F21).
Нова перша серія базується на модернізованій колишній задньопривідній платформі, яка є похідною від платформи BMW 3 серії. Спереду встановлені ті ж стійки McPherson, а ззаду - та ж п'ятиважельна конструкція. Але геометрія підвісок, зібраних здебільшого з алюмінієвих елементів, переглянута, кутова жорсткість підвищена, а спереду і ззаду застосовані поліпшені сайлент-блоки. Зваження по осях становить 50 на 50. А типів рульового управління аж три - стандартне з електромеханічним підсилювачем, Servotronic зі зміними із зростанням швидкості характеристиками і Variable Sport Steering зі змінним передавальним відношенням.
В залежності від версії коефіцієнт аеродинамічного опору кузова змінюється від 0,3 до 0,32.
Автомобіль пропонується в двох виконаннях. Sport Line: фірмові «ніздрі» ґрат радіатора з чорними вертикальними планками і виразніший передній бампер і Urban Line: спокійніше «обличчя» з великою кількістю хрому.

### Фейсліфтинг 2015
На Женевському автосалоні в березні 2015 року представили оновлене BMW 1 серії зі зміненим зовнішнім виглядом і двигунами.

### BMW M135i
На вершині модифікацій BMW 1 серії стоїть BMW M135i з двигуном 3,0 л потужністю 320 к.с. Автомобіль пропонується в кузові трьох або п'ятидверний хетчбек, з заднім або повним приводом, з АКПП чи МКПП.

### Оснащення
Моделі 1 Series стандартно постачаються з автоматичним клімат-контролем, динамічним контролем стабільності, підігрівом дзеркал заднього виду, передніми сидіннями з механічним налаштуванням, Bluetooth-сполученням, рульовим колесом з елементами управління, литими дисками коліс, сенсорним екраном інформаційно-розважальної системи з DAB радіо та супутниковою навігацією. Перейшовши з SE до Sport, водій отримає більші литі диски коліс, тканинні спортивні сидіння, підсвітку салону та якісніші елементи оздоблення. Топова модель M Sport додасть: жорсткішу підвіску, світлодіодні фари та масивніші обвіси. 
Більшість опцій розподілена по пакетам. Пакет «M Sport» пропонує жорсткішу підвіску, більші колеса, спортивне рульове колесо та глибші сидіння. Дзеркала з функцією автозатемнення, функція відкривання дверей без ключа, передні сидіння з електроприводом та супутникове радіо SiriusXM - входять до пакету «Premium». Пакет «Technology» передбачає систему навігації з функцією відслідковування трафіку у режимі реального часу, систему голосового управління, телематики BMW Assist та онлайн додатки, які надають інформацію стосовно погоди та Google Maps. Окремо можна придбати люк з електроприводом та покращену аудіосистему Harman/Kardon. 

### Двигуни
Бензинові
- 1,6 л N13B16 І4
- 1,5 л B38B15 І3
- 1.6 л N13B16 І4
- 1,5 л B38B15 І3
- 1,6 л N13B16 І4
- 2,0 л B48B20 І4
- 2,0 л N20B20 І4
- 2,0 л B48B20 І4
- 3,0 л N55B30 І6
- 3,0 л B58B30 І6

Дизельні
- 1,6 л N47D16 І4
- 1,5 л B37C15 І3
- 1,6 л N47D16 І4
- 2,0 л N47D20 І4
- 2,0 л B47D20 І4
- 2,0 л N47D20 І4
- 2,0 л B47D20 І4
- 2,0 л N47D20 І4
- 2,0 л B47D20 І4

## Третє покоління (F52/F40; з 2017)

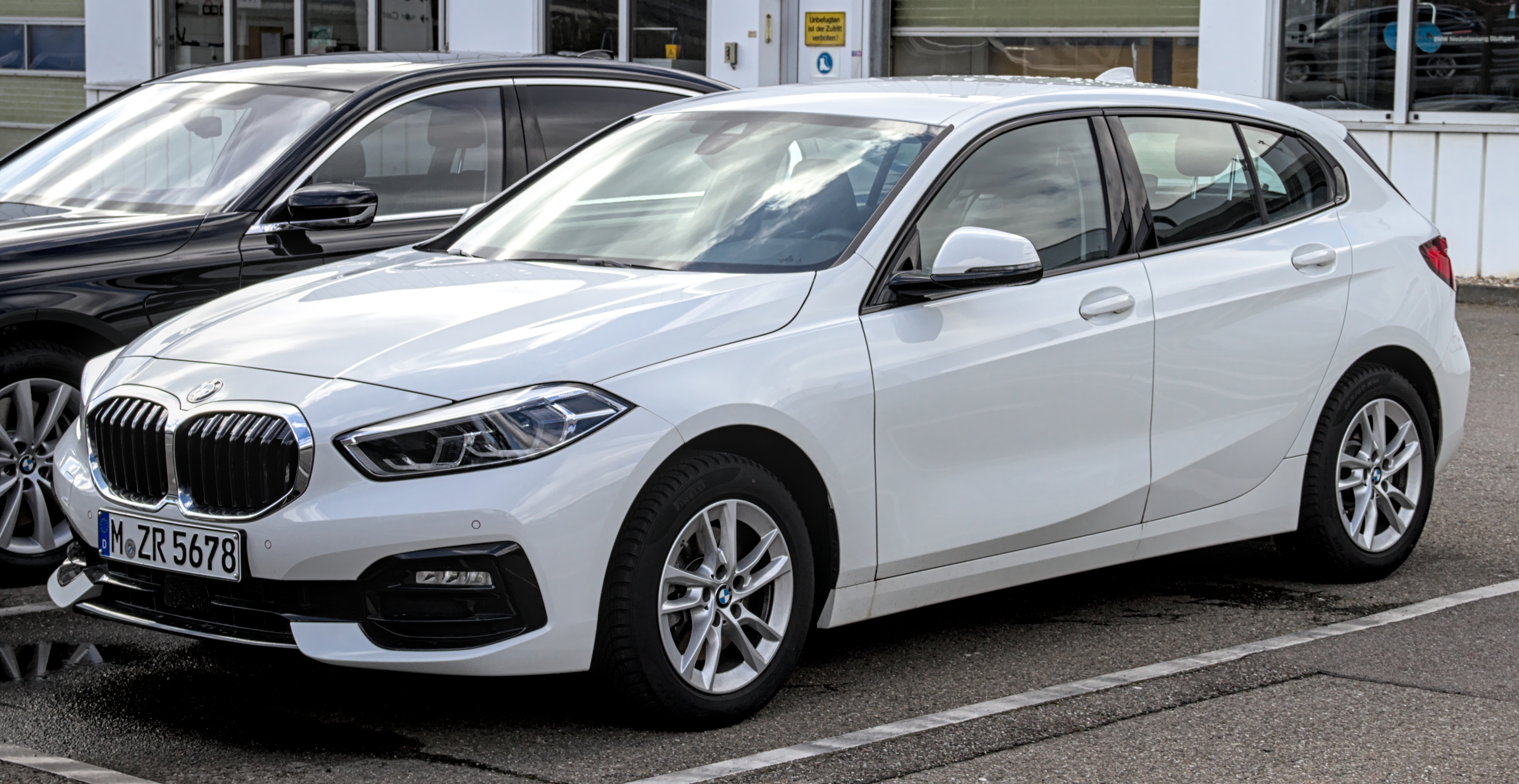
BMW 120d F40

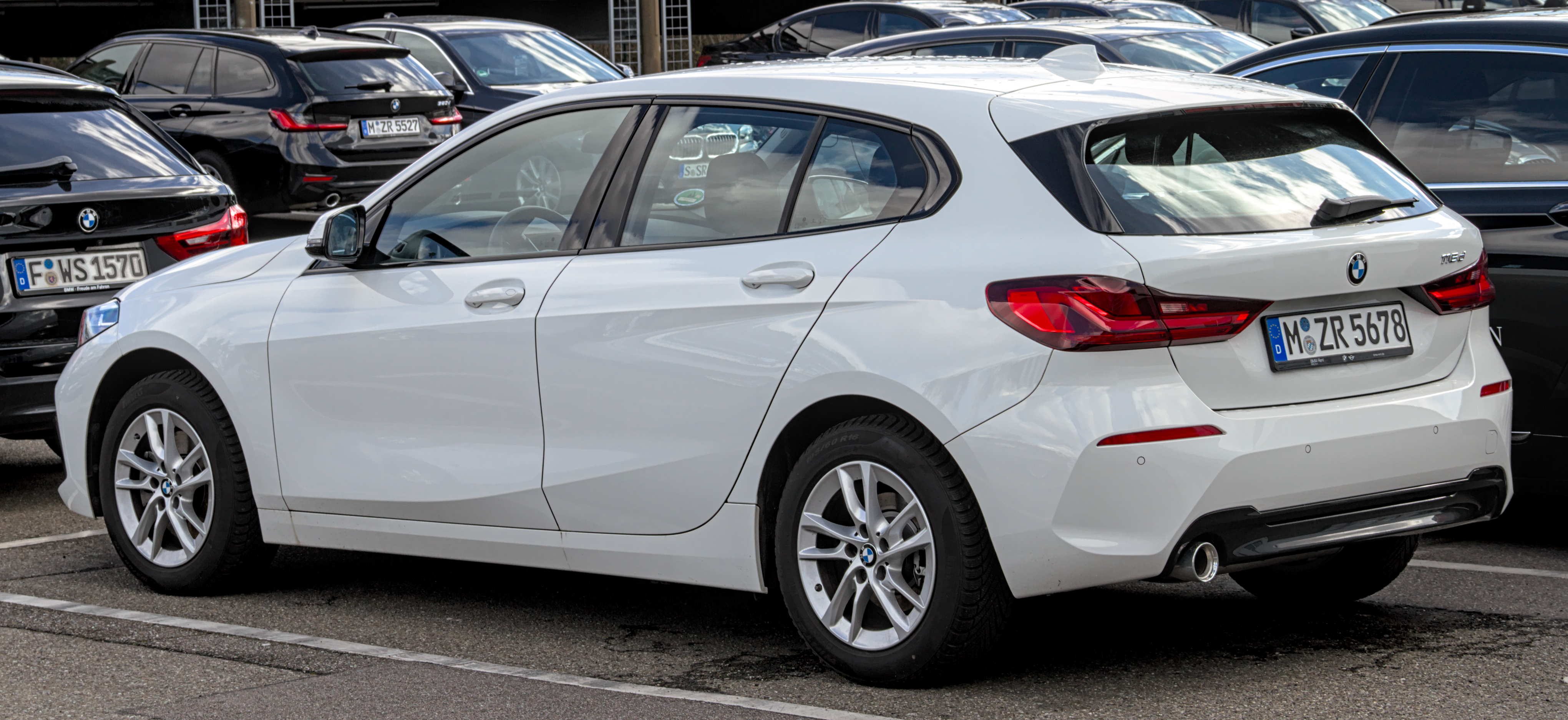
BMW 120d F40

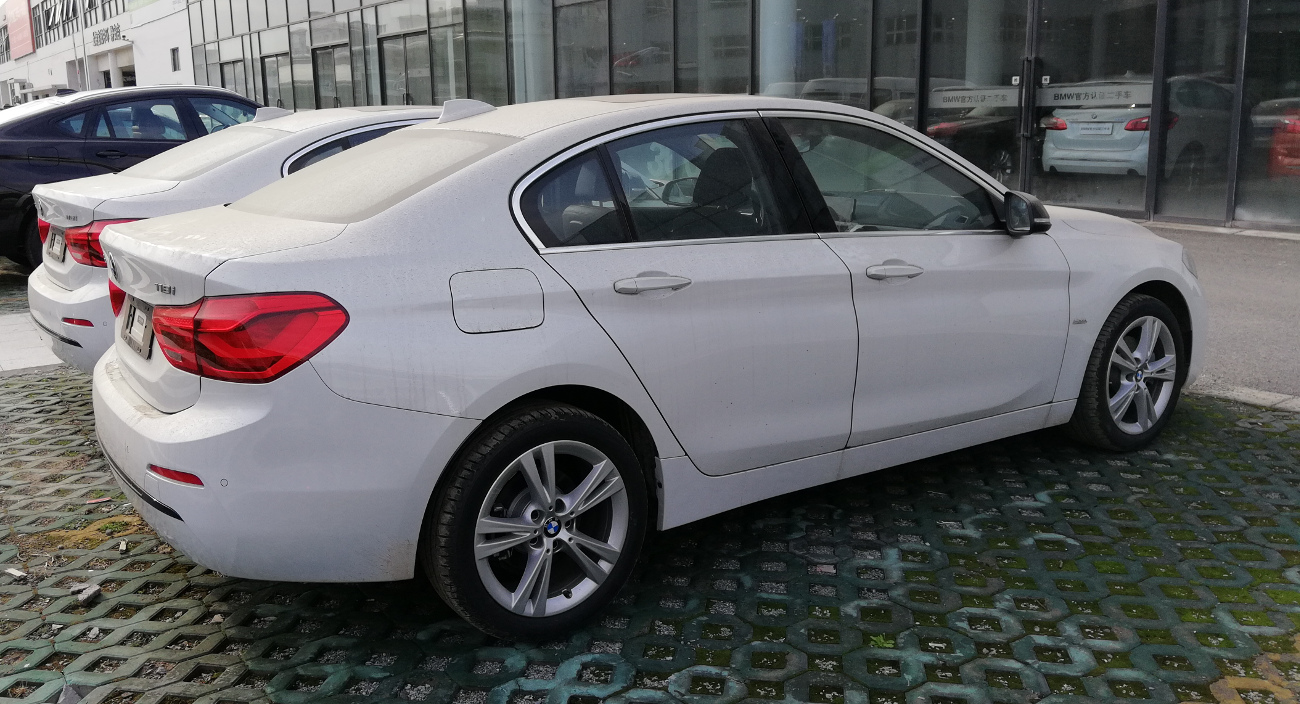
BMW 118i F52

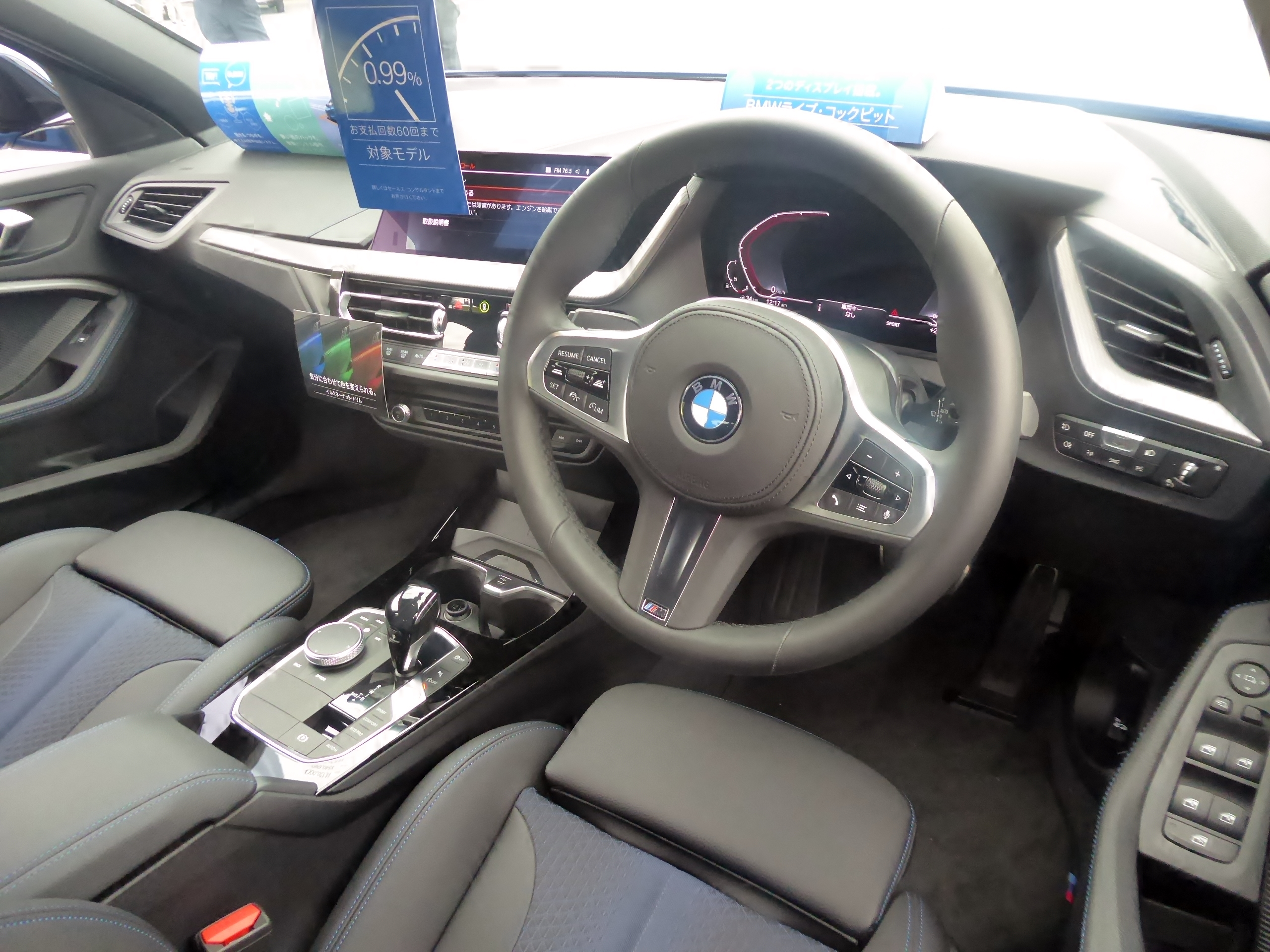
Салон BMW 118i F40

В 2017 році представлено нове покоління BMW 1 серії з індексом F52 в кузові седан для китайського ринку. Автомобіль збудовано на передньоприводній платформі UKL2, що й BMW 2 Серії Active Tourer та BMW X1 другого покоління.
В 2019 році представили хетчбек третього покоління з індексом F40 для світового ринку, розроблений на платформі UKL2. Стійки McPherson спереду, багатоважільна підвіска ззаду - навіть на передньопривідних версіях. Для зниження безпружинних мас в шасі застосовано велику кількість алюмінію і високоміцних сталей. Використано гідравлічні опори силового агрегату, щоб знизити вібрації. Передавальне відношення кермового приводу - 15,0: 1.

### Двигуни
F52
- 1,5 л B38A15M0 Р3 турбо 136/140 к.с.
- 2,0 л B48A20M0 Р4 турбо 192 к.с.
- 2,0 л B48A20O0 Р4 турбо 231 к.с.

F40
- 1,5 л B38A15 Р3 турбо 109/136/140 к.с.
- 2,0 л B48A20U1 Р4 турбо 178 к.с.
- 2,0 л B48A20M1 Р4 турбо 265 к.с.
- 2,0 л B48A20T1 Р4 турбо 306 к.с.
- 1,5 л B37C15 Р3 турбодизель 116 к.с.
- 2,0 л B47D20 Р4 турбодизель 150 к.с.
- 2,0 л B47D20 Р4 турбодизель 190 к.с.

## Четверте покоління (F70; 2024)

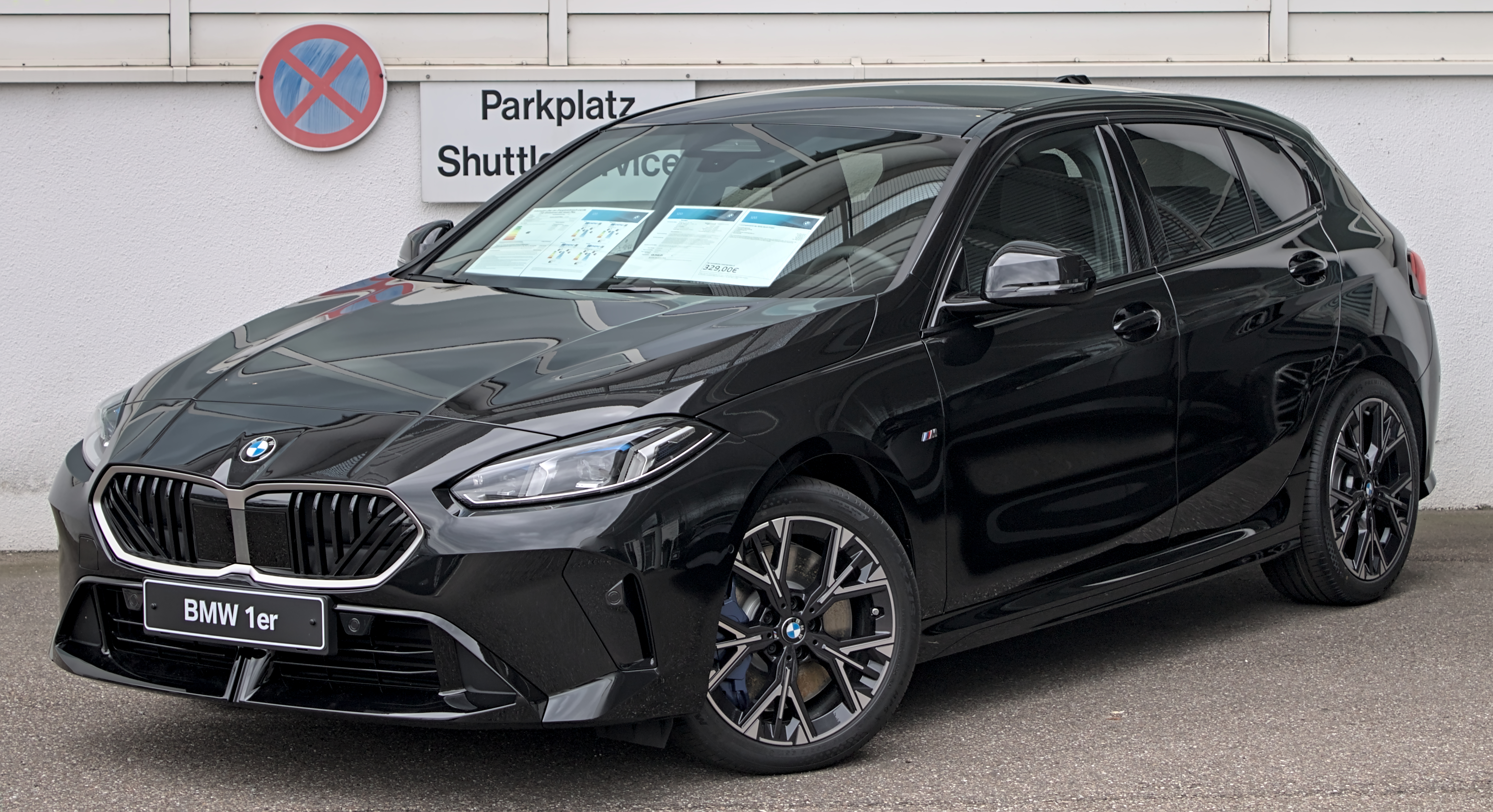
BMW 120 F70

Четверте покоління 1 серії було офіційно представлено 4 червня 2024 року та розпочне виробництво пізніше 2024 року. Як і його попередник F40 1 серії, F70 1 серії базується на передньопривідній платформі UKL2 і випускається виключно як 5-дверний  

хетчбек. Незважаючи на використання іншої внутрішньої кодової назви, ніж у попередника, 1 серія F70 суттєво оновлена в порівнянні з F40, а не повністю оновлена.  Нова 1 серія нібито надійде у виробництво в липні 2024 року, що може означати лише, що світова прем’єра відбудеться в найближчі кілька місяців. Кажуть, що нова 2 серія вийде на конвеєр у листопаді цього року. Повідомляється, що виробництво обох моделей планується до жовтня 2033 року. 